# Agrotis vertenteni
Agrotis vertenteni là một loài bướm đêm trong họ Noctuidae.